# تا آنکه صداهای انسانی ما را بیدار کنند
تا آن‌که صداهای انسانی ما را بیدار کنند (انگلیسی: Till Human Voices Wake Us) فیلمی در ژانر ملودرام است که در سال ۲۰۰۲ منتشر شد. از بازیگران آن می‌توان به گای پیرس و هلنا بونهام کارتر اشاره کرد.